# PNA Golfo San Matías (GC-77)
La lancha PNA Golfo San Matías (GC-77) es una lancha guardacostas de la clase Z-28 de la Prefectura Naval Argentina (PNA) comisionada en 1978.

## Historia
La lancha GC-77 Golfo San Matías es una de las 20 unidades de la clase Z-28 adquiridas por la prefectura argentina en 1979. Fue construida por Blohm + Voss en Alemania Occidental.
En 1982 durante la Guerra de Malvinas la GC-77 estuvo asignado en Puerto Deseado y Puerto Santa Cruz para socorro de aviadores. El 5 de mayo la CG-77 prestó auxilio al aviso ARA Alférez Sobral gravemente dañado (por ataque de misiles enemigo dos días antes). Fue previsto su avance a las Islas Malvinas junto al GC-73 Cabo Corrientes, pero nunca se hizo debido al bloqueo británico.
Al fin de la guerra recibió las condecoraciones Honor al Valor en Combate y Operaciones de Combate.